# Jean-Baptiste Pally
Pour les articles homonymes, voir Pally.
Jean-Baptiste Pally est un homme politique français né le 7 janvier 1843 à Marseille (Bouches-du-Rhône) et décédé le 27 janvier 1888 à Cannes (Alpes-Maritimes).

## Biographie
Il fait des études en droit. 
Avoué puis avocat à Marseille, il décide de s'impliquer en politique. Il devient conseiller municipal de Marseille en 1871, puis conseiller général en 1883.
Il est élu député des Bouches-du-Rhône en 1885, avec 54 808 voix sur 93 426 votants. Il conserve ce siège jusqu'en 1888, siégeant à l'extrême gauche. Il est reconnu comme un député éminent du groupe républicain-radical. Il vote la plupart du temps avec les radicaux de la Chambre, et vote contre l'expulsion des princes, et contre les ministères Rouvier et Tirard. 
En 1885, il propose une loi "ayant pour objet d'introduire dans les marchés de travaux publics passés par l’État, les départements et les communes, une clause stipulant que les entrepreneurs ne pourront employer que des ouvriers français". Il est ainsi considéré comme un précurseur de la préférence nationale. 
Il décède durant son mandat, et est remplacé le 25 mars par Félix Pyat.

## Sources
- « Jean-Baptiste Pally », dans Adolphe Robert et Gaston Cougny, Dictionnaire des parlementaires français, Edgar Bourloton, 1889-1891 [détail de l’édition]